# Tekken 5
Tekken 5 er et spil fra 2005 som blev udviklet til arkader og PlayStation 2. Det er det femte spil Tekken-serien , fordi at der er et ekstra 'mini-game' i selve spillet. Det hedder Tekken: Devil Within og er et 3-D platforms spil hvor man styrer Jin Kazama gennem forskellige baner.
I Tekken 5 er de tredive klassiske figurer med, inklusiv nye personer: Feng Wei, Raven og Asuka Kazama.

## Tekken 5: Dark Resurrecion
Tekken 5: Dark Resurrecion blev lavet som et selvstændigt spil, men var en opgradering af Tekken 5. Man kunne få mere tilbehør og der kom to nye og en klassisk karakter tilbage.

## Karakterer
I Tekken 5 dukkede tre nye kæmpere op Raven, Feng Wei og Asuka Kazama. Men også klassiske som Wang Jinrei, Ganryu og Baek Doo San kom frem igen.
Her er en komplet liste over de figurer, man har til rådighed i Tekken 5:

### Tilbagevendende
- Anna Williams*
- Baek Doo San*
- Bryan Fury
- Bruce Irvin*
- Christie Monteiro
- Craig Marduk
- Eddy Gordo* (Ekstra Kostume for Christie)
- Ganryu*
- Heihachi Mishima*
- Hwoarang
- Jin Kazama
- Julia Chang
- Ling Xiaoyu
- King
- Kuma*
- Kazuya Mishima
- Lee Chaolan
- Lei Wulong
- Marshall Law
- Mokujin*
- Nina Williams
- Panda* (Player 2 kostume for Kuma)
- Paul Phoenix
- Steve Fox
- Wang Jinrei*
- Yosimitsu

Tekken 5: Dark Resurrection
- Armor King

### Nye figurer
- Asuka Kazama
- Devil Jin*
- Feng Wei
- Jack-5
- Jinpachi Mishima (Ikke Spilbar)
- Raven
- Roger Jr.*

Tekken 5: Dark Resurrection
- Lili
- Sergei Dragunov